# Demirbasch
Demirbasch (turkiska demir, "järn", och baş, "huvud"), "järnhuvudet", ett binamn, som osmanerna gav Karl XII efter kalabaliken i Bender 1713.